# 厄格伦角

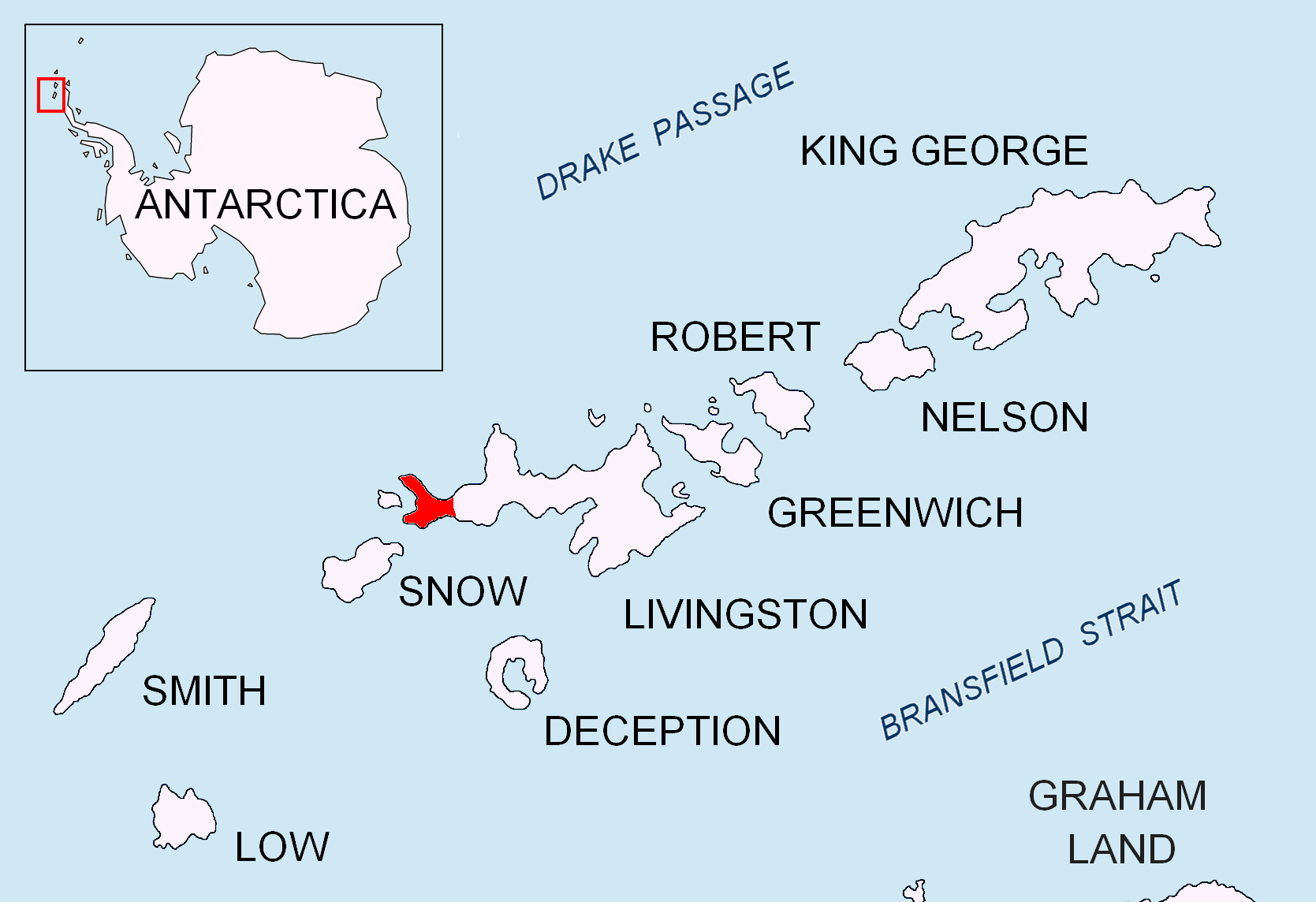

厄格倫角是南極洲的海岬，位於南設得蘭群島的利文斯頓島，處於沃伊特赫角以西0.47公里和埃塞克斯角以東1.6公里的拜爾斯半島西北部，以保加利亞北部村落厄格伦命名，現時由南極條約體系管理。